# SFC Opava
SFC Opava ili Slezský FC Opava češki je nogometni klub iz Opave. Sezonu 2020./21. je završio na 18. mjestu prve češke nogometne lige, te je relegiran u niži rang natjecanja. 

## Povijesni nazivi
- 1907. – Troppauer FV (Troppauer Fussballverein)
- 1909. – DSV Troppau (Deutscher Sportverein Troppau)
- 1939. – NS Turngemeinde Troppau
- 1945. – SK Slezan Opava (Sportovní klub Slezan Opava)
- 1948. – Sokol Slezan Opava
- 1950. – ZSJ SPJP Opava (Základní sportovní jednota Svaz průmyslu jemného pečiva Opava)
- 1953. – TJ Jiskra Opava (Tělovýchovná jednota Jiskra Opava)
- 1954. – TJ Tatran Opava (Tělovýchovná jednota Tatran Opava)
- 1955. – DSO Baník Opava (Dobrovolná sportovní organizace Baník Opava)
- 1958. – TJ Ostroj Opava (Tělovýchovná jednota Ostroj Opava)
- 1990. – FK Ostroj Opava (Fotbalový klub Ostroj Opava)
- 1994. – FC Kaučuk Opava (Football Club Kaučuk Opava)
- 1998. – SFC Opava (Slezský Football Club Opava)

## Nagrade i postignuća
- Češka druga liga
  - Drugoplasirani (3) - 1994./95., 2000./01., 2002./03.
- Moravsko-šleska nogometna liga (treći razred)
  - Prvaci (2) - 2010./11., 2013./14.
- Krajský přebor Moravskoslezského kraje (peti razred)
  - Prvaci (1) - 2005./06.

## Poznati igrači
Za više igrača koji su igrali za Opavu, pogledajte Kategorija:Nogometaši Opave
- Edvard Lasota
- Zoran Pavlović
- Radek Onderka
- Erivelto
- Jiří Bartl

## Vanjske poveznice
- (češ.) Službene klupske stranice
- (češ.) Navijačka stranica